# Live vu par Jacques Audiard
Albums de Raphael
Pacific 231
(2010) Super-Welter
(2012)
Live vu par Jacques Audiard est le troisième album enregistré en public de Raphael, sorti le 2 décembre 2011. 
Il est composé d'un CD et d'un DVD regroupant des titres extraits du concert donné à La Coopérative de mai, à Clermont-Ferrand, le 4 décembre 2010, lors de la tournée qui a suivi la sortie de l'album Pacific 231. Le DVD reprend un film réalisé par Jacques Audiard.
L'album comporte deux reprises : Modern love de David Bowie et Osez Joséphine d'Alain Bashung.

## Liste des titres
Toutes les paroles sont écrites par Raphael Haroche, sauf Locomotive par Dick Annegarn, Modern love par David Bowie et Osez Joséphine par Alain Bashung et Jean Fauque., toute la musique est composée par Raphael Haroche, sauf Modern love par David Bowie et Osez Joséphine par Alain Bashung..
| No  | Titre                        | Durée |
| --- | ---------------------------- | ----- |
| 1.  | Terminal 2B                  | 4:02  |
| 2.  | Bar de l'hôtel               | 3:20  |
| 3.  | Prochaine station            | 4:20  |
| 4.  | Ne partons pas fâchés        | 4:58  |
| 5.  | Je hais les dimanches        | 3:26  |
| 6.  | Chanson pour Patrick Dewaere | 4:30  |
| 7.  | Caravane                     | 6:12  |
| 8.  | Ce doit être l'amour         | 4:11  |
| 9.  | Odyssée de l'espèce          | 4:26  |
| 10. | Versailles                   | 4:18  |
| 11. | Shengen                      | 4:47  |
| 12. | Locomotive                   | 5:08  |
| 13. | Et dans 150 ans              | 4:19  |
| 14. | Modern love                  | 4:51  |
| 15. | Sur la route                 | 7:45  |
| 16. | Osez Joséphine               | 4:35  |

## Musiciens
- Banjo : Yan Péchin
- Basse : Alain Verderosa
- Batterie : Toby Dammit
- Chœurs : Julien Schultheis, Elsa Fourlon, Alain Verderosa, Toby Dammit, Yann Péchin
- Claviers : Julien Schultheis
- Guitare : Raphael Haroche, Elsa Fourlon, Yann Péchin
- Pédale style : Yan Péchin
- Percussions : Toby Dammit
- Piano : Raphael Haroche, Elsa Fourlon
- Theremine : Raphael Haroche
- Violoncelle : Elsa Fourlon

## Classements
| Pays                   | Meilleure position | Entrée           | Sortie           |
| ---------------------- | ------------------ | ---------------- | ---------------- |
| France                 | 111                | 10 décembre 2011 | 24 décembre 2011 |
| Belgique (Francophone) | 45                 | 10 décembre 2011 | 21 janvier 2012  |